# John de Estratlinges
John de Estratlinges (eigentlich Johann von Strättligen) († 1293) war ein ursprünglich aus Savoyen stammender Ritter, der im 13. Jahrhundert nach England übersiedelte. Er war der Begründer der englisch-walisischen Familie Stradling.

## Herkunft
John de Estratlinges entstammte der Familie Strättligen, einer Adelsfamilie aus dem Berner Oberland. Die Familie benannte sich nach Strättligen bei Thun und gehörte zu den Vasallen der Grafen von Savoyen. John war vermutlich ein jüngerer Sohn von Heinrich II. von Strättligen († nach 1263) und ein Neffe von Otton de Grandson.

## Übersiedlung nach England
Im Gefolge von Eleonore von der Provence, der Frau von König Heinrich III., kamen um die Mitte des 13. Jahrhunderts mehrere Mitglieder ihrer Familie und andere Adlige aus Savoyen nach England. Zu diesen Adligen gehörte auch Otton de Grandson, der einer der engsten Freunde des Thronfolgers und späteren Königs Eduard wurde. Vermutlich kam John de Estratlinges im Gefolge seines Onkels nach 1263 nach England. Durch seine Kontakte zum König konnte Grandson die Dienste seines Neffen mit Landbesitz in Berkshire, Warwickshire und in Irland belohnen, so dass John vom landlosen, aus dem Ausland stammenden Ritter zum Besitzer eines erheblichen Grundbesitzes aufstieg. Dazu durfte John seine Stellung in England durch die Heirat mit Maud Wauton ausbauen, der Tochter und Erbin von John of Wauton. Sie brachte Wellesbourne in Warwickshire, Alkington in Oxfordshire und Shenington in Gloucestershire mit in die Ehe. Die Ehe blieb allerdings kinderlos, so dass die Besitzungen nach Johns Tod Anfang 1293 an Maud und nicht an seinen Sohn Peter Stradlinges († vor 1314), der wohl aus einer ersten Ehe stammte, zurückfielen. Peter Stradlinges war wohl mit seinem Vater nach England gekommen und erbte seine übrigen Besitzungen. Angesichts Johns Dienste für die Krone befreite Eduard I. 1294 seine Nachkommen von der Verpflichtung, seine Schulden bei der Kaufmannsfamilie Ricciardi aus Lucca zu begleichen. Johns Witwe Maud Wauton heiratete in zweiter John Lestrange de Knockin.